# Didn't We Almost Have It All
《曾經擁有》（英語：Didn't We Almost Have It All）是美國女歌手惠妮·休斯頓在1987年8月13日所發行的單曲，這首單曲獲得告示牌單曲榜兩週冠軍，成為惠妮·休斯頓第5首美國冠軍單曲。

## 歌曲資料

### 收錄專輯
〈曾經擁有〉是惠妮·休斯頓個人第二張錄音室專輯《惠妮》（英語：Whitney）所推出的第二首單曲，第一首推出的單曲是〈與愛人共舞〉（第1名）。

### 單曲簡介
〈曾經擁有〉歌曲的作者是麥可·梅瑟（Michael Masser）和Will Jennings。麥可·梅瑟已經數次和惠妮·休斯頓合作，在前一張專輯當中〈Saving All My Love for You〉和〈Greatest Love of All〉這兩首冠軍佳作就是由他創作兼製作的，因此麥可·梅瑟相當了解惠妮·休斯頓的擅長的曲風和可發揮實力的歌路，〈曾經擁有〉亦是一首他特地為惠妮·休斯頓量身規劃的R&B情歌，和之前他的作品差異不大，都是旋律優美、節奏和緩以及音域寬廣的抒情歌曲。

### 商業成績
動感奔放的〈與愛人共舞〉不負眾望在單曲榜摘下了冠軍，接在它後面的〈曾經擁有〉在一推出之後馬上受到矚目，首週進入單曲榜成績為第50名，之後即以穩定但緩慢的速度往上攀升，終於在1987年9月26日登上單曲榜榜首，在蟬連兩週冠軍之後才退位，〈曾經擁有〉也成了惠妮·休斯頓第5首美國冠軍單曲，它在1987年告示牌年終單曲排名為第22名。
惠妮·休斯頓因〈曾經擁有〉獲得該年度葛萊美獎最佳年度歌曲的提名。
〈曾經擁有〉在英國成績比在美國差，獲得英國單曲榜第14名。

## 資料來源
1. ↑  .   [2015-03-27]. （原始内容存档于2015-09-19）.
2. ↑  .   [2015-03-27]. （原始内容存档于2016-03-29）.
3. ↑  .   [2015-03-27]. （原始内容存档于2015-03-25）.
4. ↑  .   [2015-03-27]. （原始内容存档于2016-07-23）.
5. ↑  .   [2015-03-27]. （原始内容存档于2015-01-20）.
6. ↑  .   [2015-03-27]. （原始内容存档于2015-04-02）.